# Annone III
Annone III (IV secolo a.C.) (fl. IV secolo a.C.) è stato un condottiero cartaginese, divenuto re nel 344 a.C. circa.
Annone guidò l'esercito cartaginese contro il tiranno Dionigi I di Siracusa. Fu a capo poi di una spedizione in Sicilia, dove, con la sua flotta, avrebbe dovuto respingere Timoleonte (345 a.C.). Non essendo riuscito nell'impresa, venne esautorato dal comando. In seguito ebbe un ruolo di primo piano nelle agitazioni interne della sua patria.
Volendo impadronirsi del potere supremo, si fece promotore di una rivolta servile ma fu scoperto. Venne condannato ad atroci torture ed infine crocifisso.
Egli governò tra il 344 a.C. circa e il 340 a.C. Il suo successore fu Annone I il Grande.